# Král Enzio
Král Enzio (v německém originále König Enzio) je historická opera ve čtyřech jednáních českoněmeckého skladatele Johanna Josefa Aberta na libreto F. A. B. Dulka podle stejnojmenné činohry Ernsta Raupacha. Poprvé byla uvedena dne 4. května 1862 v královském dvorním divadle ve Stuttgartu. Později byly libreto i hudba přepracovány a nová verze pod pozměněným názvem Enzio Hohenštaufský (německy Enzio von Hohenstaufen) měla premiéru na stejném místě 11. dubna 1875.

## Vznik a historie díla
Johann Josef Abert si od počátku svého působení ve stuttgartské dvorní opeře získal značné uznání jako skladatel, zejména v symfonickém oboru. Po příznivém, ač jen lokálním přijetí své první opery Anna z Landskronu (1858) ve stuttgartské opeře si k dalšímu dílu zvolil rovněž historické téma osvědčené na činoherním divadle, navíc opět z 13. století (děj Krále Enzia jen o několik let předchází ději Anny z Landskronu). Libreto napsal spisovatel a literární kritik Albert Friedrich Benno (Bernhard) Dulk (1819-1884), významný raný socialista a volnomyšlenkář, v té době působící ve Stuttgartu. Podkladem mu byla podle jedné z 16 her „hohenštaufského cyklu“ německého populárního dramatika doby biedermeieru Ernsta Raupacha (1784-1852), známého i na českých jevištích zejména měšťanskou truchlohrou Mlynář a jeho dítě (1830). Dulk působil i jako dramatik, v oboru operních libret je však Král Enzio jeho nejvýznamnějším dílem.
Abert v orchestru stuttgartského divadla nabýval rychle zkušeností a hudební zpracování Krále Enzia se liší od jeho prvotiny. Zatímco Anna z Landskronu se pohybovala v tradici německé předbřeznové romantické opery, v Králi Enziovi se skladatel pokusil integrovat jednak prvky francouzské velké opery, jednak wagnerovského hudebního dramatu. Podařilo se mu to jen zčásti a převládl první ze zmíněných vlivů. To je zejména patrné na postavě titulního hrdiny. Jeho hlavní zájem v příběhu je milostný a do popředí dějinných událostí se dostává spíše mimoděk, čímž připomíná jiné velkooperní hrdiny jako Massaniella (Němá z Portici), Raoula (Hugenoti), Jana z Leydenu (Prorok) nebo dona Carla (Don Carlos). Tato první verze opery však nedosáhla očekávaného ohlasu ani na domovské scéně. Viněno bylo libreto, zejména jeho trvale ponurý ráz, jenž se odrazil v poněkud jednotvárné hudbě.

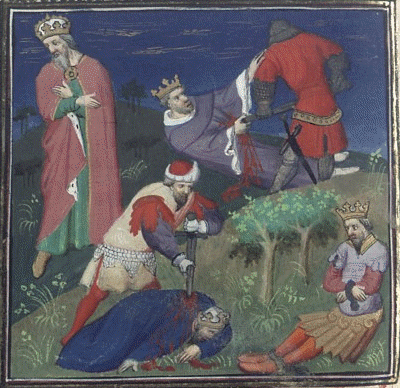
Fridrich II. oplakává zabití svého syna Manfreda a vnuka Konradina a zajetí Enzia. Ilustrace Boccacciova De casibus z 15. století.

O několik let později (1866) Abert dosáhl svého největšího triumfu operou Astorga, kterou převzala řada dalších divadel v celém německém prostoru. To ho pohnulo k tomu, aby s určitým odstupem přepracoval i Krále Enzia do divadelně přijatelnější a působivější podoby. Dosud opera obsahovala netradičně jen jednu ženskou úlohu, totiž Enziovy choti Bianky. V nové verzi skladatel přikomponoval rozsáhlou a pěvecky vděčnou novou úlohu mladé cikánky (la Zingara), i když je spíše dekorativní než dramaticky odůvodněná. Vzorem jí byla úspěšná postava Angioletty z Astorgy a stejně jako ona poněkud zastínila teoretickou prima donnu v roli Bianky. Barvitost opeře dodaly nové scény, zejména cikánské písně a tance v 1. jednání a lidová slavnost ve 3. dějství (to bylo přepracováno téměř kompletně). Dosáhlo se tak efektnějšího rozvržení vážných a veselých, dramatických a lyrických, veřejných a soukromých scén. Současně však toto zpracování prohloubilo některé původní nedostatky. Dílo se dále přiblížilo ke stylu velké opery, který byl v té době (rok před oficiální premiérou Prstenu Nibelungova) čím dál tím více považován za zastaralý. Podle pražské kritiky „Abertova partitura obsahuje vedle několika zdařilých momentů četné nedostatky celého žánru“ (tj. velké opery), „před 10 nebo 15 lety by tyto nedostatky možná nepadaly tolik na váhu, v současnosti přichází Enzio Hohenštaufský o právě tolik let příliš pozdě“. Abertův hudební eklekticismus byl ještě patrnější kvůli vývoji, který, skladatel prošel mezi kompozicí různých částí konečného díla, takže výsledek působil velmi mozaikovitě a nesourodě. Zápletka se značně zkomplikovala, takže kritice připomínala spíše francouzské zápletkové hry než původní německou klasickou tragédii, přitom se však scénické dění stalo ještě statičtějším, protože většina relevantních událostí se koná mimo scénu a je jen v dlouhých monolozích vyprávěna. Dodané lidové a taneční scény, které jinak byly obecenstvem i kritikou nejvíce oceňovány, děj nejen neposouvají, ale ani s ním nesouvisejí. Charaktery postav byly oproti původní verzi značně zploštěny: Lambertazzi se stal ze zástupce hrdého města tyranským vládcem i otcem a Gaddo z oběti Enziovy krutosti prostým padouchem, „operním intrikánem nejobvyklejšího typu“, naopak Enzio je podán jednoznačně kladně a la Zingara je „dea ex machina“.
Tato nová verze byla uvedena ve Stuttgartu roku 1875 a měla lepší přijetí, ačkoli ne srovnatelné s Astorgou. O necelý rok později byla uvedena v Praze v německém Stavovském divadle, kde Abertův Astorga patřil k nejhranějším operám. Premiéra přišla v nevhodnou dobu personálních turbulencí v souboru, ale i výprava a režie byly nedbalé a výkon pěvců a orchestru jen rutinní. Kritika zaznamenala úspěch některých jednotlivostí, „vcelku však o pronikavém úspěchu nemůže být řeči“. Po jedné repríze byla opera stažena.

## Osoby a obsazení první české inscenace
| osoba                                                                     | hlasový obor | premiéra ve Stavovském divadle (30.3.1876) |
| ------------------------------------------------------------------------- | ------------ | ------------------------------------------ |
| Enzio, syn císaře Fridricha II., dříve král sardinský                     | tenor        | Hajos                                      |
| Bianca Viadagoli (2. verze: Bianca Lambertazzi)                           | soprán       | Marie Moser-Stelnitz                       |
| Antonio Lambertazzi, podestà boloňský                                     | bas          | Eichberger                                 |
| Hrabě Rainer ze Saulgau, Enziův přítel                                    | tenor        | Hartmann                                   |
| Fabio Viadagoli, Enziův přítel                                            | bas          | Václav Dobš                                |
| Pietro d'Asinelli, Enziův přítel (pouze v 1. verzi)                       | …            | —                                          |
| Hrabě Manfredo Lancia, vyslanec Konradina Švábského (pouze v 1. verzi)    | …            | —                                          |
| Leandro Alberti, důstojník Enziova paláce                                 | …            | Mader                                      |
| Sor Gaddo (, kastelán)                                                    | baryton      | Vojtěch Šebesta                            |
| Luca di Marano, mnich                                                     | basbaryton   | Eghart                                     |
| Herold                                                                    | …            | …                                          |
| Janis, cikán (pouze v 2. verzi)                                           | tenor        | …                                          |
| La Zingara (pouze v 2. verzi)                                             | soprán       | Burenne                                    |
| Vinař (pouze v 2. verzi)                                                  | tenor        | Josef Tschörner                            |
| Vinařka (pouze v 2. verzi)                                                | soprán       | Malek                                      |
| Senátoři, nobili, vyslanci, čestná stráž paláce, bojovníci, hrobníci, lid |              |                                            |

## Děj opery
Odehrává se v Bologni roku 1268.

### 1. dějství

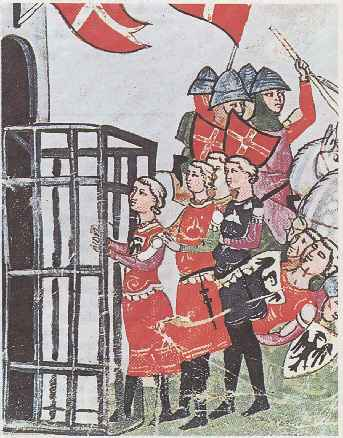
Zajetí Enzia Boloňskými, vyobrazení ze středověkého rukopisu

V paláci, kde je internován bývalý sardinský král Enzio, probíhá pánská veselice (sbor Wohlauf! wahre Zecher). Enziovi přátelé se pokoušejí melancholického krále rozveselit pěveckou soutěží, nejprve Pietro d'Asinelli písní, v níž naříká nad tím, že do paláce nemají přístup ženy (Sagt, weißt ihr eine Stadt wohl in der Welt), pak Rainer ze Saulgau písní o Enziových válečných vítězstvích (Die Fackel des Krieges verbrennet das Land). Avšak první z písní přivolá Enziovi jen vzpomínky na jeho tajnou manželku Biancu a druhá jej teprve sklíčí kontrastem ke stávající situaci (árie Willkommen Ihr, Bolognas Ritterschaft… Ach, was sollen dem Gefang'nen Schlachtenbild und Ruhmesglanz?). Na Enziovu výzvu zpívá Biančin bratr Fabio píseň o bitvě u Fossalty, v níž boloňské vojsko krále porazilo a zajalo (árie Bolognas Toren seh' ich entstömmen). Přítomní guelfové a ghibellini komentují tuto událost, v tom se objeví Bianca a horuje o Enziově důstojnosti a kráse (árie Besiegt nicht ist, wer seine Sieger zwinget).
Do Enziova paláce vstupuje podesta Lambertazzi s celým boloňským senátem. Chtějí v Enziově přítomnosti vyslechnout vyslance Konradina Švábského, který právě s Karlem z Anjou bojuje o dědictví po svém dědovi a o nadvládu nad Itálií. Konradinův vyslanec Lancia žádá město Bolognu, aby s jeho pánem uzavřelo mír a propustilo Enzia (zpěv Wohlweise Herrn und Väter dieser Republik Bologna). Lambertazi však jménem města odmítá: jednak pohcybuje, že nezkušený Konradin pochodí tam, kde ztroskotal zkušený válečník král Manfred, a jednak stojí Bologna pevně na straně papeže a guelfů. Ani blízkého Konradinova vojska se město neleká (zpěv a sbor Gruß Euren Herrn!... Der Fremde soll bei uns nicht Herrscher sein!). Lancia odchází s nepořízenou.
Velitel palácové stráže a Enziův faktický žalářník Alberti pak zajišťuje, aby všichni hosté s příchodem večera opustili palác. Enziovi a Rainerovi se však podaří ukrýt Biancu a Enzio se s ní po dlouhé době setkává tváří v tvář. Bianca popisuje, jak uprchla z města, vyhledala Konradina a prosila jej, aby Enzia osvobodil. Ten byl sice této myšlence nakloněn, ale až po případném úspěchu hlavní výpravy. na Biančino naléhání vyslal alespoň poselstvo, které podle očekávání neuspělo (duet Bianca! – Mein Geliebter! Ach, dich wieder zu umfassen).

### 2. dějství

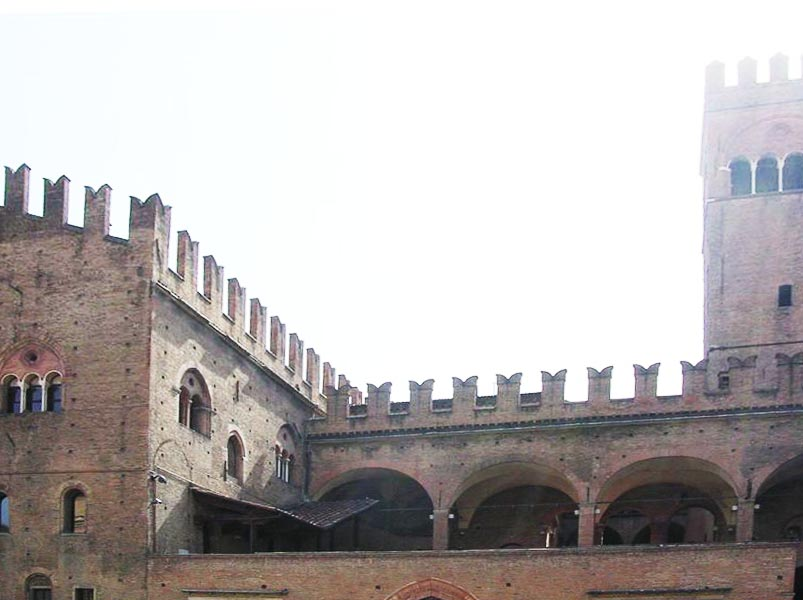
Palác krále Enzia (Palazzo Re Enzo) v Bologni

Alberti hlídá Enziův palác, aby jej nikdo neopustil bez povolení. Přichází Sor Gaddo, aby se za pohřební spolek domluvil na pohřbu Enziova starého sluhy. Z Gaddových narážek Albert cítí jeho nenávist k Enziovi a táže se na její důvod. Gaddo vypráví, jak se kdysi jako voják účastnil bitvy proti němu. Po vítězství dal Enzio na tři sta zajatců pro výstrahu ukřižovat; jediný Gaddo přežil do večera, kdy se vesničané odvážili těla sejmout, a přísahal králi pomstu (duet Eröffnet sind die Tore a Gaddovo vyprávění Ihr wißt, wie wir den Krieg mit Kaiser Friedrich).
Bianca v rozhovoru vyzývá Enzia, aby nežil jen pro jejich lásku: potřebuje ho vlast a hlavně Konradin, jehož ušlechtilost a zranitelnost na ni učinila velký dojem (duet Sind wir auch sicher? s arietou Biancy Du bist ein Held, gereift in Manneskraft). Do paláce zazní ruch z ulice a již přicházejí ghibellini z Enziova doprovodu s tragickou zprávou: Karel z Anjou Konradina porazil v bitvě u Tagliocozza a dal ho veřejně stít na neapolské náměstí. Všichni jsou Anjouovou proradností zděšeni a Enzio vyzývá k pomstě (tercet Enzia, Rainera a Fabia Ja, dieses edle deutsche Blut zu rächen).
Enzio přemýšlí, jak se dostat na svobodu a postavit se do čela vojsk. Gaddo přichází pro sluhovu mrtvolu a v rozhovoru s králem mu vnukne myšlenku, jak by bylo možné nepozorovaně opustit palác (duet Des Todes Diener tragen wir). Shromážděným ghibellinům Enzio oznamuje, že byť se dříve vzdal nároků na štaufské dědictví, nyní je opět zvedá. Bianca se přidává a na Enziovu podporu ukazuje listinu, kterou jí svěřil Konradin. Podle ní Fridrich II. na smrtelném loži uzavřel sňatek s Enziovou matkou a svého syna legitimoval. Aby však nedal podnět ke sporům mezi svými potomky, žádal, aby to bylo drženo v tajnosti, dokud žijí dědicové z dřívějších manželství. Sbor provolává slávu Enziovi jako právoplatnému dědici Hohenštaufů (finále So ist es wahr? Der König ist entschlossen s arietou Biancy Aufs Kaiserreich, auf alle sieben Kronen a ansámbl Entsagt hatt' ich den Thron der Hohenstaufen).

### 3. dějství
Gaddo čeká na Enzia s rakví, v níž ho má vynést z paláce. Enzia provází Bianca, Fabio a Rainer. Bianca a má strach, a když Enzio ulehne ro rakve, zdá se jí, že jej vidí mrtvého. Král se loučí s věrnými (kvintet Leb' wohl, leb' wohl auf kurze Zeit!.
Palácová stráž bezstarostně popíjí a zpívá (píseň Wein und Krieg, Ruhm und Sieg). Alberti by byl nechal hrobníky s rakví bez povšimnutí projít, ale Gaddo ho ohromí požadavkem, aby všichni před rakví poklekli. To vzbudí Albertiho podezření a králův úkryt je prozrazen. Nastalá potyčka vyvolá i mezi lidem pozdvižení. Na místo dorazí i Lambertazzi. Alberti mu podává hlášen o tom, co se seběhlo. Bianca se v pošetilé snaze Enzia zachránit dává poznat jako jeho choť a žádá pro něj jako svého manžela měšťanské právo. To vyvolá překvapení (ansámbl Meinem Schicksal will ich steh'n), ale Lambertazzi se nedá rozptýlit. Král nechť je odveden do vězení a pak k městskému soudu; Gaddo je navržen na zvolení senátorem (ansámbl Frei mein Vaterland erstehe)

### 4. dějství
Fabio a Rainer křísí Biancu. Soud již proběhl a Enzio mohl být odsouzen k doživotnímu vězení v pevnosti, kdyby nezasáhl nově zvolený senátor Gaddo. Na jeho popud bylo rozhodnuto uvrhnout Enzia do obávané sluje zvané Toffana. Tam jej smí doprovázet jen jeden kněz. Bianca je odhodlána zemřít se svým manželem (árie Wenn meinem Aug' der Teure Gatte).
(Proměna) Gaddo přivádí Enzia k jeskyni a se zlomyslným potěšením mu popisuje, jak již nikdy neuvidí světlo a nenadechne se čerstvého vzduchu; navíc se ho žalářních chystá mořit hladem (árie Herein mit dem Gefang'nen… Des Tages Licht scheint nicht hinein). Enzio odevzdaně hledí vstříc smrti (árie Weh' das letzte Laubgehänge).
Bianca se přestrojila za mnicha v rozhodnutí zahynout vedle Enzia. Jeho nesmělé protesty plamenně odmítá (duet O mindestens doch nicht allein!... Ach, für dich, Geliebter sterben). Překvapí je však Gaddo. Enzio na něj vytasí dýku, kterou mu přinesla Bianca. Gaddo se s chutí dává do zápasu, brzy je však králem probodnut a umírá.
Lambertazzi v průvodu měšťanů přináší Enziovi rozsudek. Jako trest za to, že stranil Enziovi, jej musí přečíst Fabio (rozsudek An dich, Heinrich, genannt Enzio), pak zlomit nad kálem soudní hůl a rozloučit se s ním jménem živých. Enzio a mnich-Bianca vstupují do jeskyně, kterou dělníci pomalu zakryjí těžkým kamenem (ansámbl Ihr nehmt mich auf, ihr Helden, meine Ahnen!).

## 2. verze „Enzio Hohenštaufský“
Ve druhé verzi Enzia je Bianca dcerou podesty Lambertazziho. První dějství se odehrává v zahradě paláce a místo písní obstarává zábavu lid a skupina cikánů, mezi nimi jasnovidka la Zingara. Gaddo ji chce podplatit, aby krále znepokojila špatnými věštbami, ale ta jej vyleká narážkami na jeho minulost. La Zingara Enziovi věští neurčitou naději, ale nabádá ho k opatrnosti a varuje před Gaddem. Vmíšena mezi cikány se do paláce dostala i Bianca: jak vypráví, její otec neví o sňatku, ale podezříval ji ze styku s ghibelliny, a proto ji dal zavřít do kláštera v Pistoii, odkud jí vysvobodilo Konradinovo vojsko. Zbytek prvního jednání ani druhé jednání nejsou výrazně změněny.
Třetí dějství, nejvíce proměněné oproti původní verzi, se odehrává na náměstí před hlavním kostelem, kde pobíhá lidová slavnost. Tzv. bravi připíjejí na mrtvého, který jim má přinést peníze. La Zingara se od nich dozví, že je Gaddo podplatil, aby zabili „falešného mrtvého“. Sama jim vypráví, jak ji při útěku před pronásledovateli zachránila Bianca, které nyní slouží stejně jako jejímu muži, a také o tom, že Gaddo se ve skutečnosti jmenuje Ruffino Testa a kdysi zradil Palermo tím, že zabil tamějšího guvernéra. Tímto vyprávěním a notnou peněžní pobídkou dosáhne toho, že bravi přísahají věrnost Enziovi. Když je přinesena rakev a Gaddo prozradí totožnost „mrtvého“, Enzio ho v souboji probodne a strhne se šarvátka, v níž je však král zajat. Z čtvrtého dějství byl ponechán pouze poslední výstup se scénou výnosu rozsudku, za niž byl vložen příchod Bianky a mnicha, shledání manželů a podestovo marné přesvědčování dcery, aby zůstala naživu. Poté pokračuje závěrečná scéna se sestupem Enzia a Bianky do jeskyně, která jim bude hrobem.